# Yang Xianzhen
Yang Xianzhen (楊獻珍T, 杨献珍S, Yáng XiànzhēnP; 24 luglio 1896 – Pechino, 25 agosto 1992) è stato un politico cinese del Partito Comunista Cinese, decimo presidente della Scuola Centrale del Partito Comunista Cinese, il più autorevole luogo d'istruzione per i funzionari e i capi del partito. Yang la presiedette dal 1955 al 1961.
Nel 1964, quando il suo concetto filosofico dei «Due che si uniscono in Uno» venne interpretato come favorevole a una restaurazione del capitalismo, si trovò al centro della controversia dello «sdoppiamento,del due».